# Da Pump
Da Pump (яп. ダパンプ, Da Panpu) — японський бой-бенд. В нього входять вокаліст Хентона Ісса та троє МС: Окумото Кен, Юкінарі Тамакі та Міяра Сінобу. Вони сформували групу коли були студентами Окінавської акторської школи у 1996 році. Дебютували вони на дочірньому лейблі Avex Trax «avex tune» з продюсером Тогасі Акіо, випустивши пісню "Feelin' Good - It's Paradise" 11 червня 1997. Одна з небагатьох груп, не пов'язаних з «Johnny's Entertainment», що досягла великого успіху. На піку популярності випустили альбом «Da Best of Da Pump» у 2001 році. 
7 квітня 2006 року Сінобу офіційно залишив гурт після перерви після того, як був помічений керуючим у нетверезому стані в 2005 році. Наприкінці 2006 року гурт пішов на неофіційну перерву. 18 грудня 2008 року було оголошено, що Юкінарі залишає групу і що Кен та Ісса активно шукають йому заміну. За кілька годин їхня керуюча компанія оголосила про новий Da Pump із сімома новими членами, які будуть втілювати нову концепцію мультимедійної розважальної групи. Офіційне повернення відбулось 15 липня 2009 року з новим синглом «Summer Rider» і туром. 5 грудня 2009 року було оголошено, що Окумото Кен залишив Da Pump, щоб продовжити сольну кар'єру, залишивши Іссу учасником першого складу, що досі був у групі. Da Pump тепер складається з Ісси, Кензо, Томо, Кімі, Йорі та U-Yeah.
У травні 2018 року група випустила пісню «USA», що була написана італійським співаком Джо Йеллоу. Вона стала хітом літа того року.

## Історія
Da Pump дебютували у 1997 році з піснями "Feelin Good - It's Paradise" та "Rhapsody in Blue" (цю пісню вони використовували як свій номер у "білій" команді на «Кохаку Ута Гассен» 1998 року). Вони стали широко відомі не тільки як гарні співаки, а й за танцювальні здібності. Вони стали частиною Avex Network за продюсюванням Тоґасі Акіо. Характерний стиль Da Pump — пісні зі швидким темпом, часто містять елементи репу. Da Pump часто з'являються в телешоу, фільмах і журналах по всій Японії.
Ісса - прихильник франшизи Kamen Rider, і записував саундтреки до «Kamen Rider 555» - початкову тему «Justi φ's» та «Justi φ's -Accel Mix-», а також тему для фільму «Kamen Rider: THE NEXT» під назвою «Chosen Soldier». Як група, Da Pump виконали тему до фільму «Kamen Rider: THE FIRST», «Bright! our Future», а Ісса зіграв у фільмі роль. У 2018 році він і співачка Сюта Суейосі з гурту AAA співпрацювали над синглом «Over "Quartzer"», опенінгом до 20-го ювілейного фільму франшизи, «Kamen Rider Zi-O».
Після арешту за керування в нетверезому стані у 2005 році, Сінобу тимчасово призупинив участь у гурті. 7 квітня 2006 року він офіційно оголосив, що покидає Da Pump. 18 грудня 2008 року було оголошено, що Юкінарі залишає групу. За кілька годин їхня керуюча компанія оголосила про новий Da Pump із сімома новими членами. Кен покинув групу в 2009 році.
У 2014 році гурт повернувся зі своїм першим за три роки синглом «New Position». У 2018 році Da Pump випустили сингл «USA», що став хітом.
1 квітня 2021 року Даіті оголосив, що покине групу у кінці місяця через погіршення його хронічної грижі. Пізніше того ж дня Кансайський Університет соціального забезпечення у співпраці з гуртом опублікував музичне відео на пісню під назвою «Believe in your dream», написану у співавторстві Ісси та m.c.A·T.

## Члени групи

### Поточні члени
- Хентона Ісса (яп. 辺土名 一茶, Hentona Issa, ISSA)  (Народився: 9 грудня 1978 року) (1996 – дотепер)
- Накамура Томокі (яп. 中村 朋揮, Nakamura Tomoki, KENZO)  (нар. 21 січня 1985) (2008 – дотепер)
- Таніґучі Томохіро (яп. 谷口 知広, Taniguchi Tomohiro, TOMO)  (нар. 2 лютого 1981 року) (2008 – дотепер)
- Кімітака Ґондо (яп. 近藤 公貴, Gondō Kimitaka, KIMI)  KIMI) (нар. 14 квітня 1983 р.) (2008 р. – дотепер)
- ЙОРІ (нар. 9 лютого 1980 р.) (2008 р. - дотепер)
- Танімото Юя (яп. 谷本 裕也, Tanimoto Yūya, U-YEAH)  (нар. 17 вересня 1983 р.) (2008 – дотепер)

### Колишні учасники
- Міяра Сінобу (яп. 宮良 忍, Miyara Shinobu, SHINOBU) (нар. 15 лютого 1980) (1996-2005)
- Тамакі Юкінарі (яп. 玉城 幸也, Tamaki Yukinari, YUKINARI) (нар. 5 листопада 1978) (1996-2008)
- Окумото Кен (яп. 奥本 健, Okumoto Ken, KEN) (нар. 17 грудня 1979) (1996-2009)
- Ямане Кадзума (яп. 山根 和馬, Yamane Kazuma, KAZUMA) (нар. 6 березня 1984) (2008–2013)
- Като Даіті (яп. 加藤 大地, Katō Daichi, DAICHI) (нар. 4 грудня 1988) (2008–2021)

## Дискографія
| - 1998: Expression - 1999: Higher and Higher! - 2000: Beat Ball - 2002: The Next Exit - 2004: Shippuu Ranbu -Episode II- - 2005: Lequios - 2001: Da Best of Da Pump - 2001: Da Best Remix of Da Pump - 2003: Da Best of Da Pump Japan Tour 2003 Reborn - 2006: Da Best of Da Pump 2+4 | - 1997: "Feelin' Good -It's Paradise-" - 1999: "We Can't Stop The Music" - 2000: "If..." - 2009: "Summer Rider" - 2014: "New Position" - 2018: "U.S.A." - 2019: "P.A.R.T.Y. ~Universal Festival~" |

## Сольні проекти

### Ісса

#### Сингли
- «Justiφ's» (12 березня 2003) — опенінг серіалу «Kamen Rider 555».
- «Play, This, Satisfy» (23 квітня 2003 р.)
- «Вибраний солдат» (17 жовтня 2007) — тема для «Kamen Rider The Next»
- «Breathe» (22 вересня 2010, ISSA × SoulJa)
- «4 chords» (9 березня 2011, ISSA × SoulJa)
- "i hate u" (12 жовтня 2011, ISSA × SoulJa + Rola)
- «Over Quartzer» (23 січня 2019 року ( Shuta Sueyoshi feat. ISSA)) - опенінг до «Kamen Rider Zi-O»
- "Dragon Screamer" (18 листопада 2001, ISSA); перший опенінг до аніме «Captain Tsubasa: Road to 2002»

#### Альбоми
- «Extension» (21 травня 2003 р.)
- «ISM» (29 лютого 2012, ISSA × SoulJa; з треками за участю Роли, Next?, Юі Мінемури та Анни Фудзіти)

#### Спільні випуски
- MAX / "Emotional History" (14 березня 2001)
- Альбом «Christmas Harmony: Vision Factory Presents» (21 листопада 2007)

### Кен

#### Спільні випуски
- Хіро / «Naked and True» (7 серпня 2002 р.)
  - «Crazy feat. Ken»
- «Viewtiful Joe» (Sotoro feat. Ken) (3 липня 2003 р.).Тема гри
  - «Viewtiful World»
- ZZ / ZZB (14 грудня 2005 р.)
  - «Walk into the light feat. Ken"
- Тамакі Намі / «Don't Stay» (23 квітня 2008 р.)
  - "Gokigendaze!: Nothing but Something feat. Кен"
- mc AT / «Bomb a Head» (21 листопада 1993 р.). Тема аніме Тенджхо Тенге